# Eggishorn
Das Eggishorn ist ein 2926 m ü. M. hoher Gipfel im südöstlichen Teil der Berner Alpen im Wallis (Schweiz) oberhalb von Fiesch. Es liegt innerhalb der 2001 zum UNESCO-Weltnaturerbe erklärten Bergregion Jungfrau-Aletsch-Bietschhorn. Das Eggishorn bildet mit Fiescherhorli (2893 m) und Bettmerhorn (2872 m) einen nordnordost-südsüdwestlich verlaufenden steil aufragenden Grat, der im Westen zum Aletschgletscher und im Osten zur Fiescheralpe bzw. zum Rhonetal abfällt. Dieser Grat gehört geologisch zur metamorphen Hülle des granitischen Aarmassivs und besteht aus Gneisen und Glimmerschiefern. Durch die tiefgründige Verwitterung liegt das Gestein an der Oberfläche stark zerstückelt als riesiges Schuttgebirge vor, im Inneren wird es durch Permafrost zusammengehalten.
Dem Panorama, welches vom Eggishorn aus zu sehen ist, verdankt der selbst recht unscheinbare Berg die Erschliessung mit einer Bahn und die Bekanntheit; zu sehen sind viele bekannte Berge wie Monte Leone, Monte Rosa, Matterhorn, Weisshorn, Mont Blanc, Aletschhorn, Jungfrau, Mönch, Eiger und Finsteraarhorn sowie der Aletschgletscher.

## Luftseilbahn Eggishorn
Erreichen lässt sich das Eggishorn mit der 1966 fertiggestellten Luftseilbahn ab Fiesch. Diese ist in zwei Sektionen unterteilt: Fiesch – Fiescheralp/Kühboden und Fiescheralp/Kühboden – Eggishorn. Auf der Sektion Fiesch – Fiescheralp überwindet die Luftseilbahn eine Höhendifferenz von 1146 m und auf der Sektion Fiescheralp/Kühboden – Eggishorn von 655 m. Die Fahrt von der Tal- bis zur Bergstation dauert 15 Minuten. Die Bergstation liegt auf 2866 m ü. M. Von der Station führt ein Weg in 15 Minuten zum Gipfel. Der Betrieb der Bahn wurde im Oktober 2019 wegen Geländeveränderungen bei der Bergstation aufgrund aufgetautem Permafrost aus Sicherheitsgründen vorübergehend eingestellt. Die erste Sektion bis Fiescheralp wurde 2019 durch eine 10-er-Gondelbahn (Umlaufbahn) ersetzt, diese beginnt direkt am neuen Hub des öffentlichen Verkehrs in Fiesch, was die Umsteigewege von Bahn und Bus verkürzt.

## Hotel Jungfrau am Eggishorn
Im Jahre 1856 baute der Fiescher Alexander Wellig am Fusse des Eggishorns das Nobelhotel Jungfrau am Eggishorn. Das Hotel mit Weltruf beherbergte u. a. auch den Bergpioniere Edward Whymper. Emil Cathrein übernahm 1871 den Betrieb. Am 20. April 1972 brannte das Hotel wegen Brandstiftung bis auf die Grundmauern nieder.

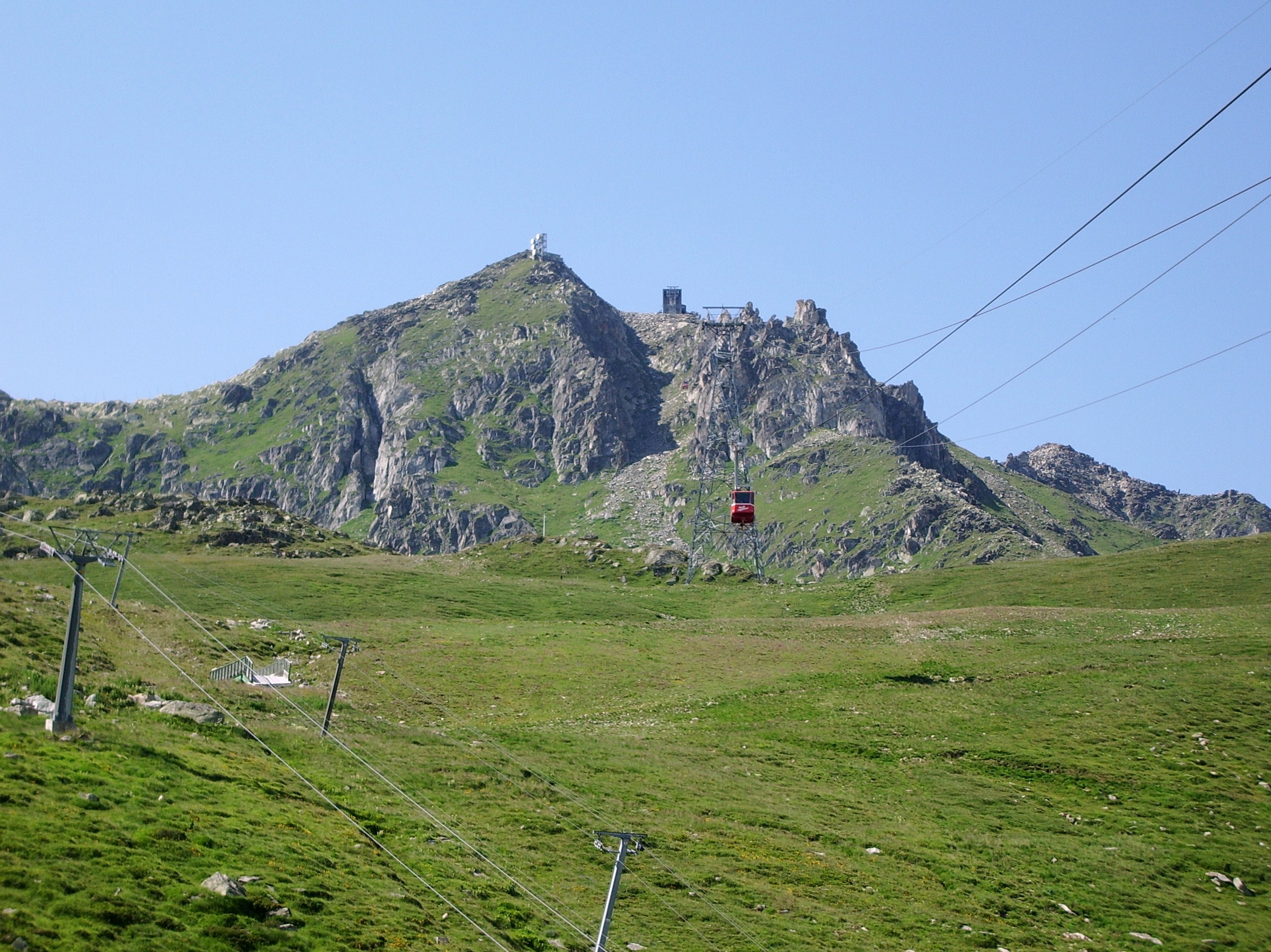
Blick von der Fiescheralp auf das Eggishorn
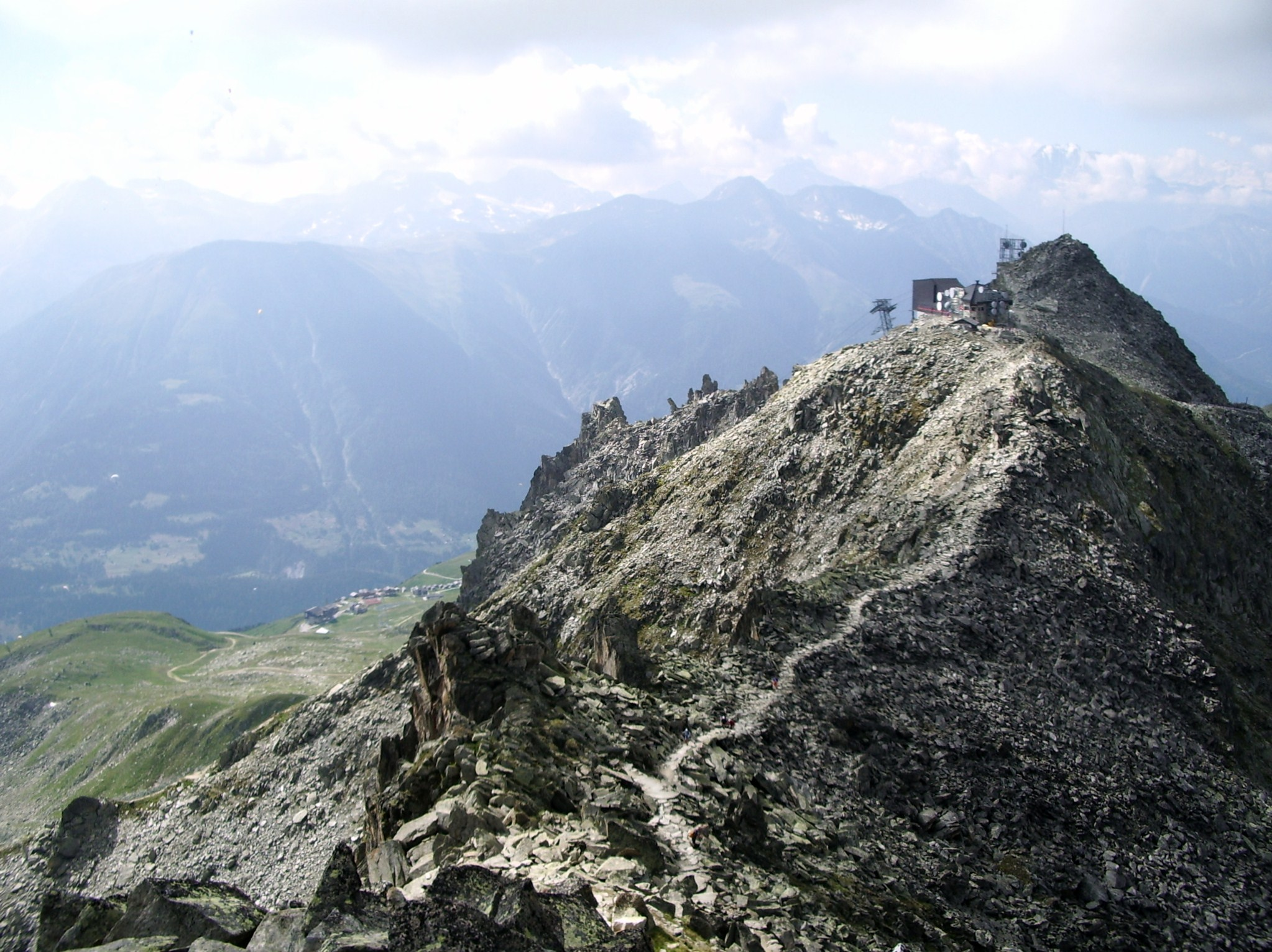
Weg von der Bergstation zum Gipfel, links die Fiescheralp
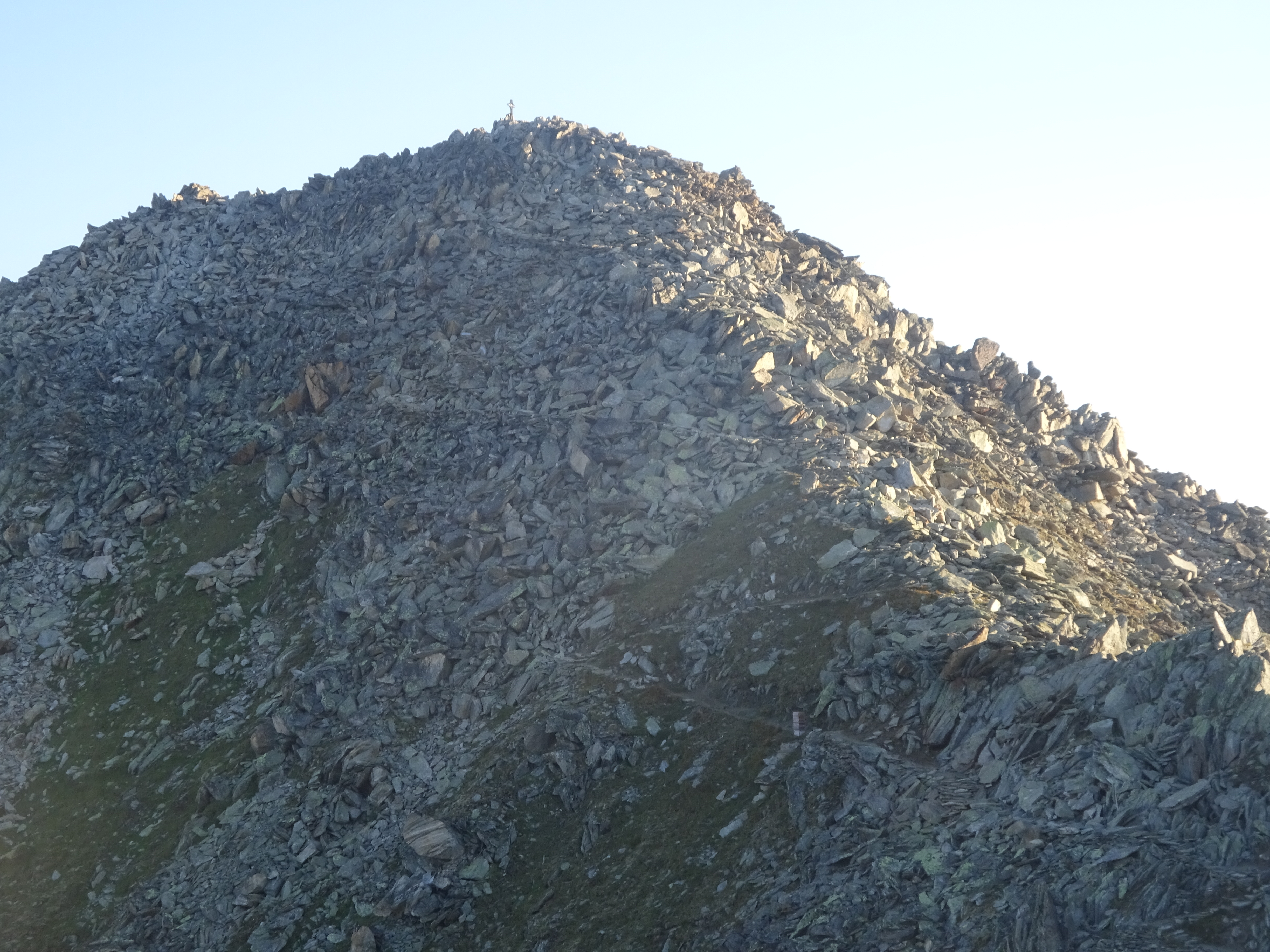
Summit of Eggishorn with large debris field below

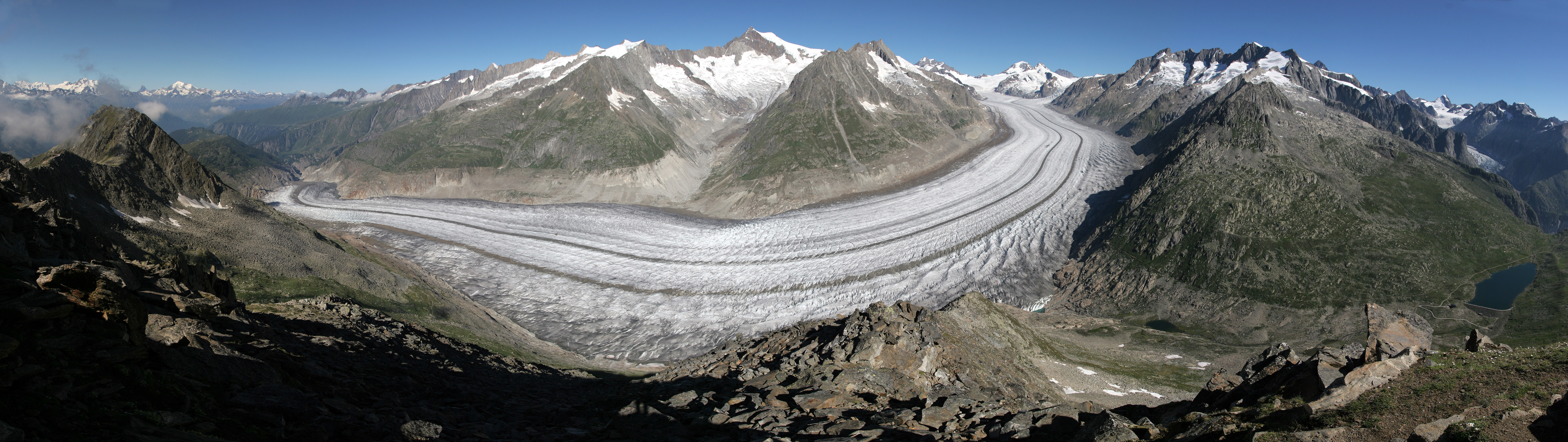
Panorama vom Gipfel nach Westen über den Aletschgletscher